# Le Feuvre & Roze
Le Feuvre & Roze est une galerie parisienne d'art contemporain.

## Histoire de la galerie
Située dans le 8e arrondissement de Paris, la galerie Le Feuvre & Roze est à proximité de grandes maisons de ventes, galeries, marchands d’arts, centres d’affaires et ambassades de Paris. La galerie a pour objectif de représenter sur le long terme les artistes avec lesquels elle travaille. Dans ce but elle édite un catalogue à chaque exposition personnelle et l’ensemble des catalogues permet de témoigner de l’histoire de la galerie.
Elle représente une dizaine d’artistes, français et étrangers.
En 2016, Jonathan Roze devient directeur de la Galerie Le Feuvre fondée par Franck Le Feuvre et entre au capital de l'entreprise en 2018. La galerie s'appelle aujourd'hui Le Feuvre & Roze et se trouve rue du Faubourg Saint-Honoré.

## Artistes représentés et collaborations

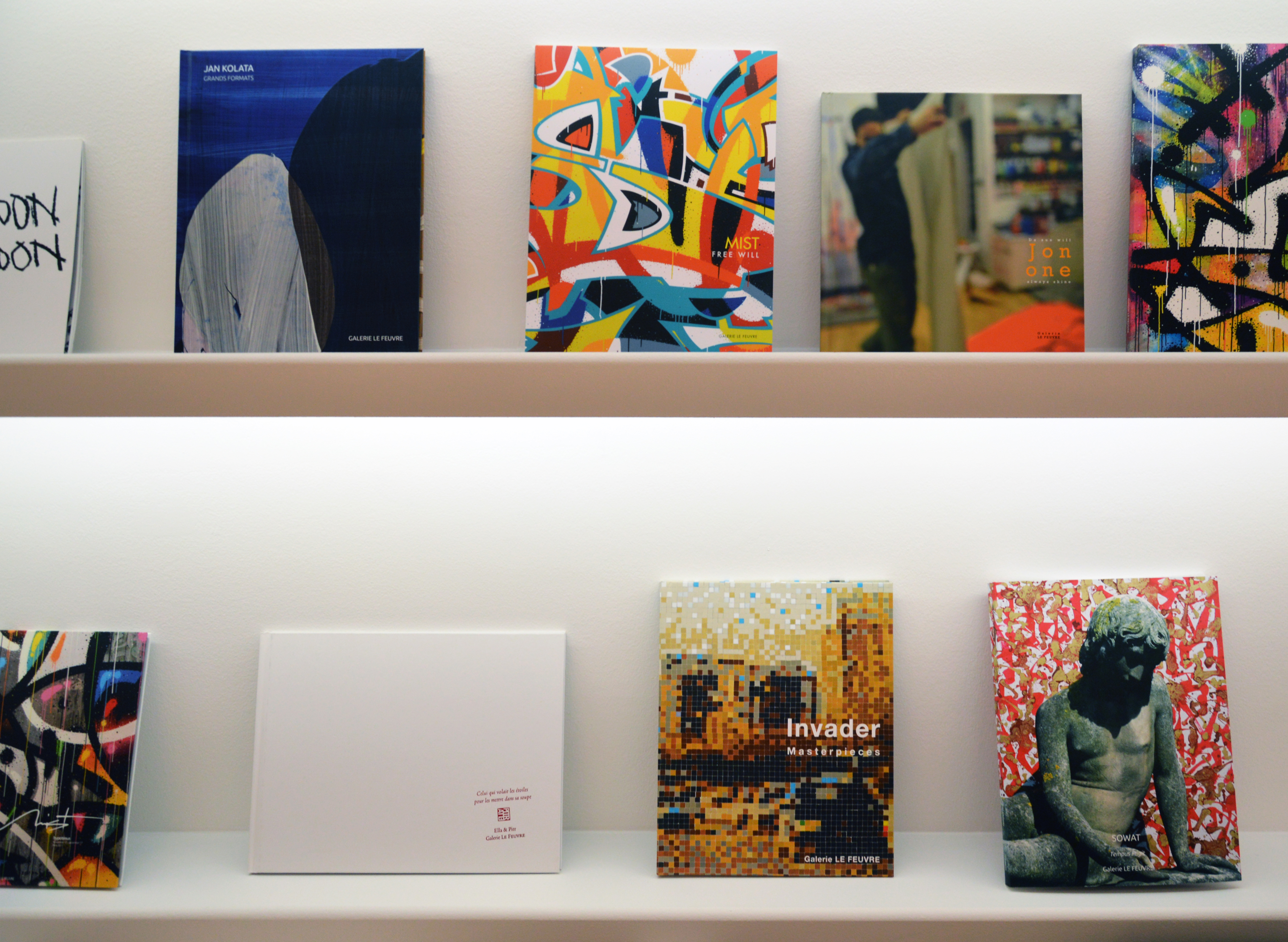
Publications de la galerie Le Feuvre & Roze

Les artistes représentés par Le Feuvre & Roze sont :
| - Adrian Falkner - Ella & Pitr - Jan Kolata - Mist | - Sixe Paredes - Sowat - Stohead - Julien Colombier |

Le Feuvre & Roze a collaboré lors d'expositions personnelles ou collectives avec les artistes suivants :
| - Alëxone Dizac - Andrew McAttee - Arthur Djoroukhian - Bocaj - Daniel Muñoz - Dominique Mulhem - Eine - Hopare - Horfée | - Ikon - Invader - Jeff Soto - JonOne - Katrin Fridriks - Laurent Violeau - Lu Peng - Marke Newton - Marthaud | - Michel Séméniako - Mr Jago - Nunca - Paul Insect - Peyret - Philippe Bonan - Pixel Pancho - Remed - Robert Combas | - Ruben Alterio - Sam Francis - Shoe - Sickboy - Stéphane Ducatteau - Sumo - Titi Freak - Word to Mother - Xenz |

## Expositions
Depuis 2005 la galerie réalise des expositions monographiques ainsi que des expositions thématiques des artistes qu’elle représente ; notamment quatre expositions de JonOne entre 2008 et 2016 et deux expositions d’Invader: 1000 en 2011 et Masterpieces en 2017.
La galerie consacre aux artistes qu’elle représente une exposition personnelle tous les deux ou trois ans.
Expositions récentes : Adrian Falkner : Cold Fever, 2018 ; Jan Kolata : Grands Formats, 2018 ; Ella & Pitr : Comme des fourmis, 2018.